# Plesiopiuka
Plesiopiuka là một chi nhện trong họ Salticidae.